# В людях (фильм)
«В людях» — советский полнометражный художественный фильм режиссёра Марка Донского. Экранизация второй части автобиографической трилогии Максима Горького.
Выход на экран состоялся 31 марта 1939 года.
В 1976 году картина была восстановлена на киностудии имени Горького.

## Сюжет
В семье совсем не стало денег. Бабушка отдала Алексея в обучение чертёжному ремеслу к своим дальним родственникам. Всё ограничилось грязной работой по дому. Не желая выслушивать бесконечные упрёки, Алексей хотел наняться в бурлаки, но «по слабосилию» его определили посудником на пароход «Добрый». После козней вороватого официанта, несмотря на заступничество повара, Пешкова списали на сушу.
Потом была недолгая работа в иконописной мастерской. Мальчик растирал краски и помогал в лавке. Приказчик предложил следить за мастеровыми и доносить на них. Такое предложение было унизительным для гордого и непокорного ученика. Он ушёл, получив от товарищей в подарок небольшую картину с портретом лермонтовского Демона.
Посоветовавшись с бабушкой, Алексей принял решение уехать из Нижнего и попытать счастья на просторах огромной страны.

## Из рецензии
Киновед Юрий Ханютин в книге «С дистанции времени» отмечает, что для кинематографа 1930-х трилогия была произведением уникальным:
Донского упрекали в натурализме, но «правда выше жалости»; он показал всё так, как это было написано Горьким, и мера этой правды была необычной, густота и точность изображения непривычной для экрана 30-х годов.

## Награды
- 1941 — Сталинская премия II степени (режиссёр Марк Донской, актриса Варвара Массалитинова)
- 1955 — премия имени Р. Уннингтона на Международном кинофестивале в Эдинбурге (режиссёр Марк Донской)[2]

## В ролях
- Алексей Лярский — Алексей Пешков
- Варвара Массалитинова — Акулина Ивановна, бабушка
- Михаил Трояновский — Василий Васильевич Каширин, дед
- Иван Кудрявцев — Сергеев, чертёжник
- Надежда Березовская — Сергеева
- Фёдор Селезнёв — Викторушка
- Елизавета Лилина — Матрёна Ивановна
- Ирина Зарубина — Наталья, прачка
- Дарья Зеркалова — барыня «Королева Марго»
- Александр Тимонтаев — Смурый, повар
- М. Поволоцкий — Серёжка, официант
- Николай Плотников — Жихарев, иконописец
- Иван Чувелев — Ситанов, иконописец
- К. Чугунов — Иван Ларионович
- Вадим Терентьев — Капендюхин
- Вячеслав Новиков — Яков Каширин, дядя Алёши
- Николай Горлов — приказчик
- Владимир Марута — Митропольский, бывший октавист
- Константин Немоляев — полицейский инспектор
- Анатолий Кубацкий — денщик Ермохин (нет в титрах)

## Съёмочная группа
- Авторы сценария: Илья Груздев, Марк Донской
- Режиссёр: Марк Донской
- Оператор: Пётр Ермолов
- Художник И. Степанов
- Композитор: Лев Шварц